# Crimmitschau
Crimmitschau is een plaats en gemeente in de Duitse deelstaat Saksen, gelegen in de Landkreis Zwickau. De stad telt 18.167 inwoners.

## Stadsdelen
- Blankenhain (met Blankenhain, Großpillingsdorf)
- Crimmitschau (hoofdplaats)
- Frankenhausen (met Frankenhausen, Gösau, Gosel)
- Gablenz
- Harthau
- Langenreinsdorf
- Lauenhain
- Leitelshain
- Mannichswalde
- Rudelswalde
- Wahlen

## Bezienswaardigheden

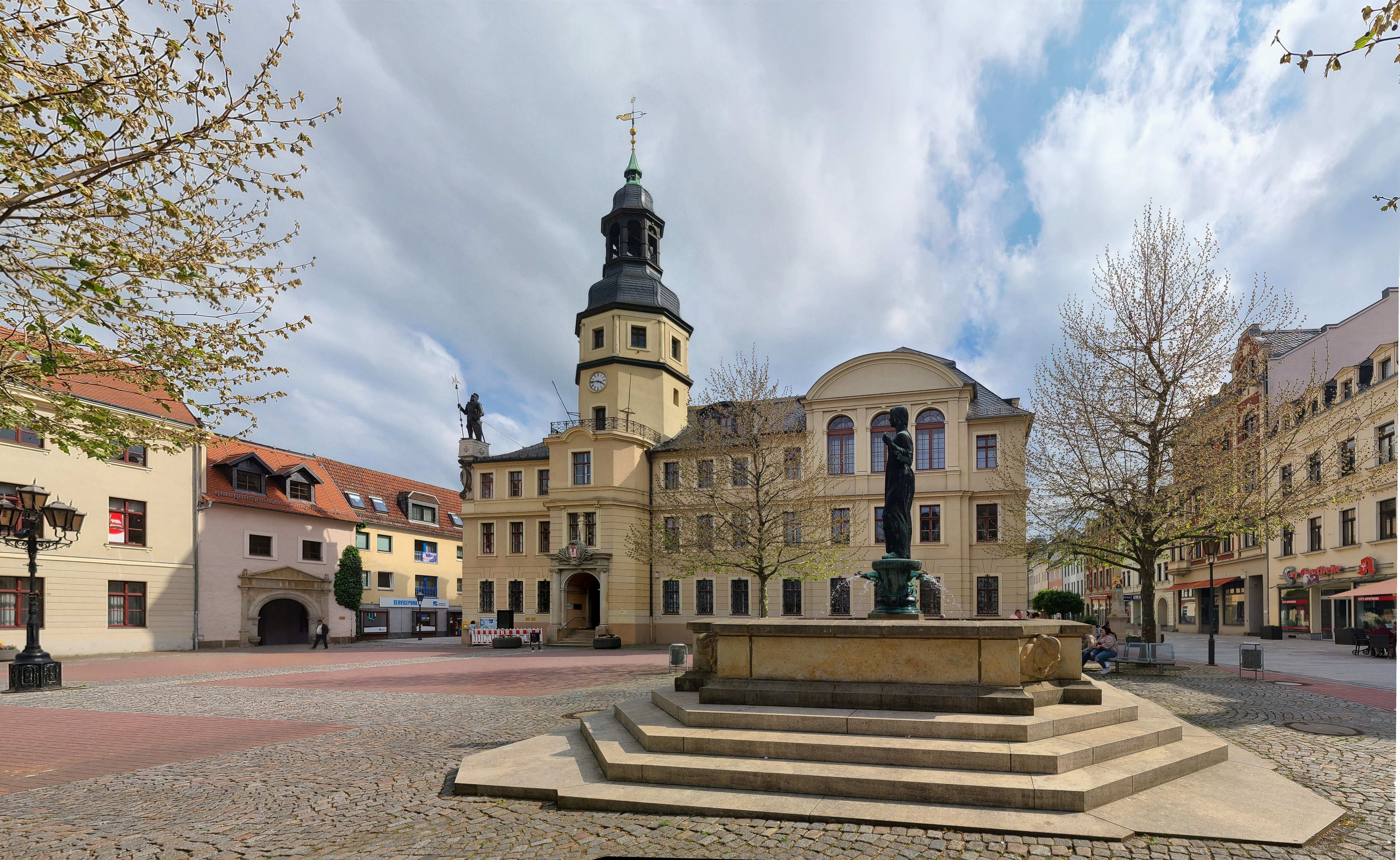
Stadhuis
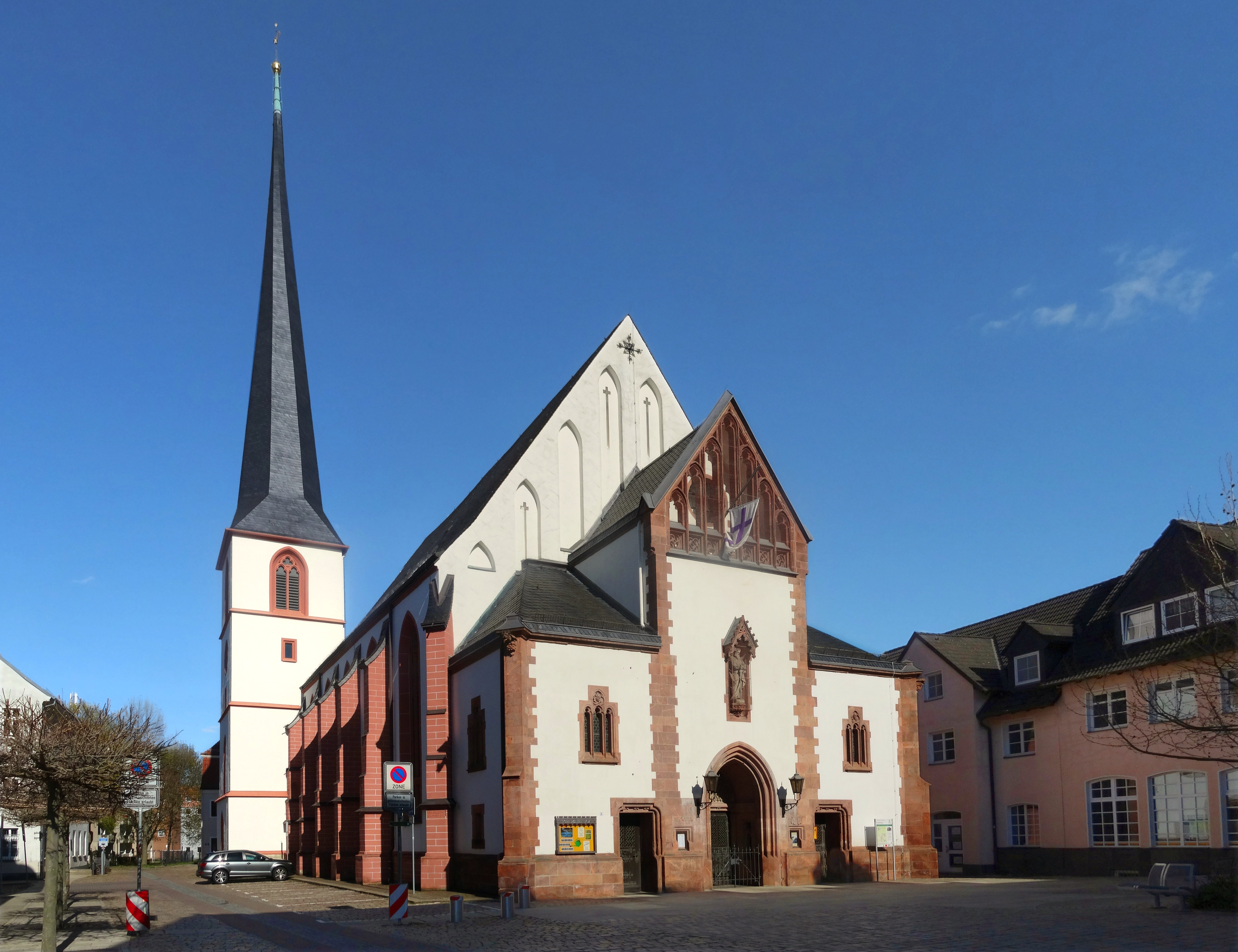
Evang.-lutherse Laurentiuskerk (ca. 1500), Crimmitschau
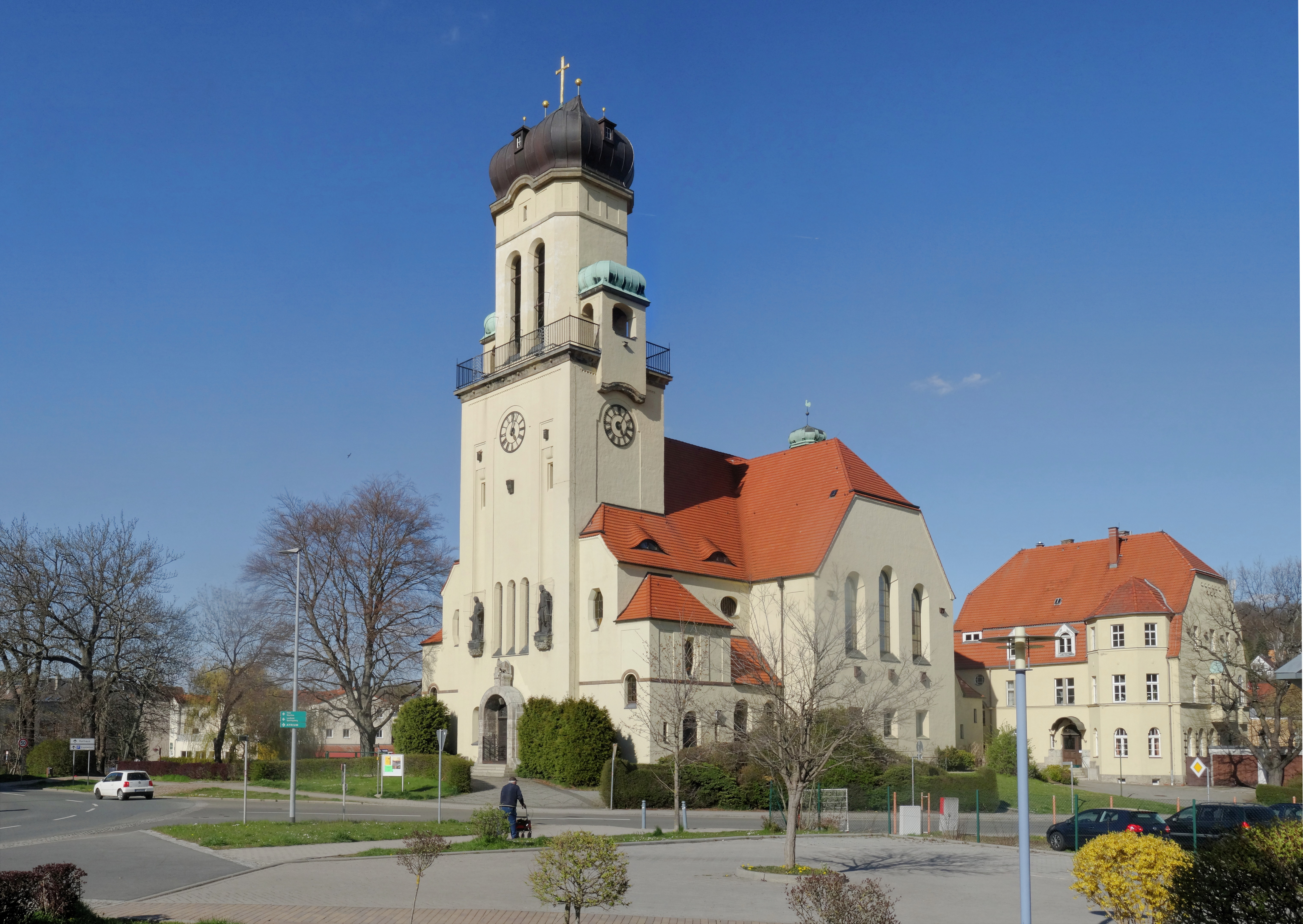
Evang.-lutherse Johanneskerk, Crimmitschau
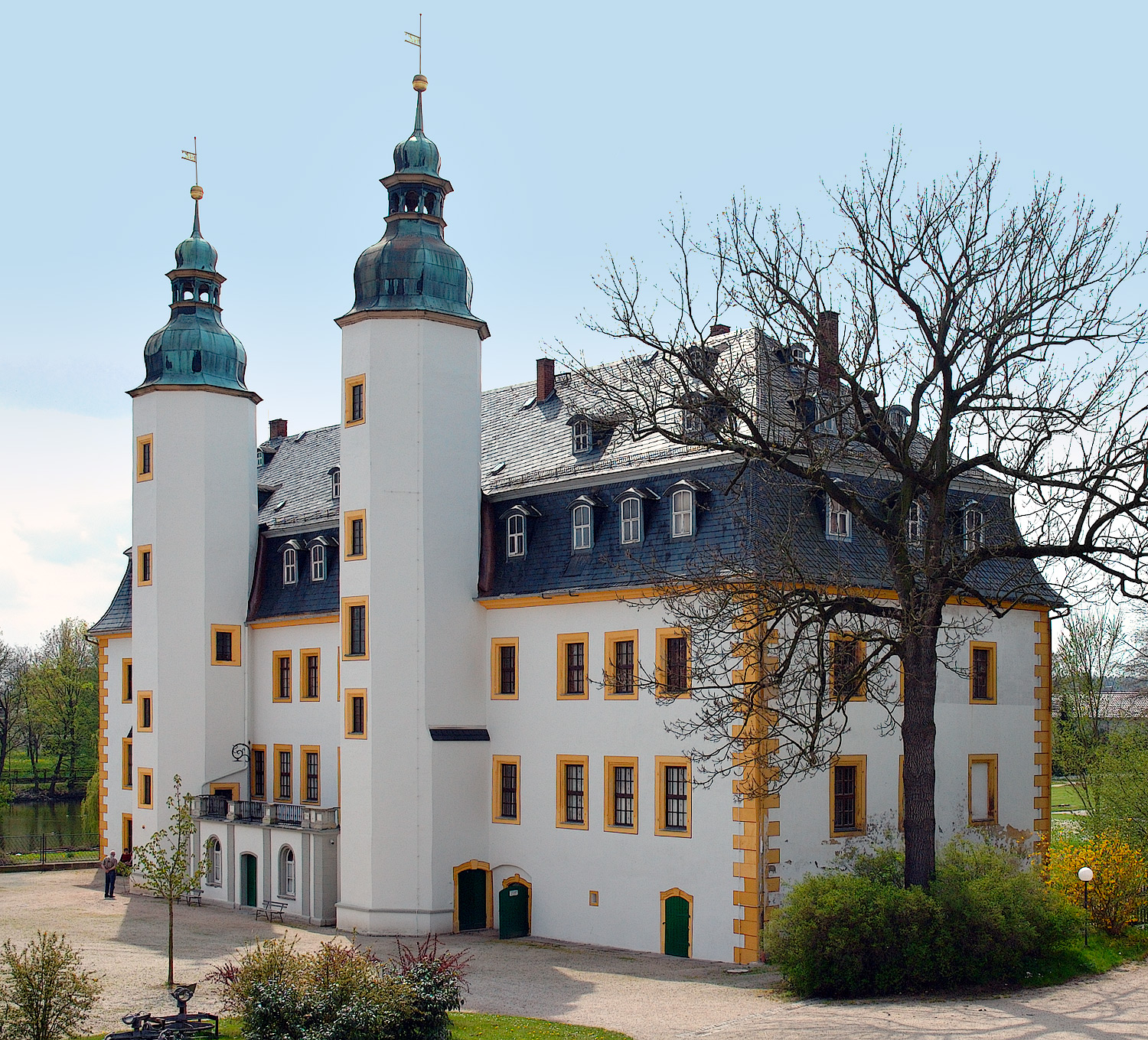
Kasteel Blankenhain
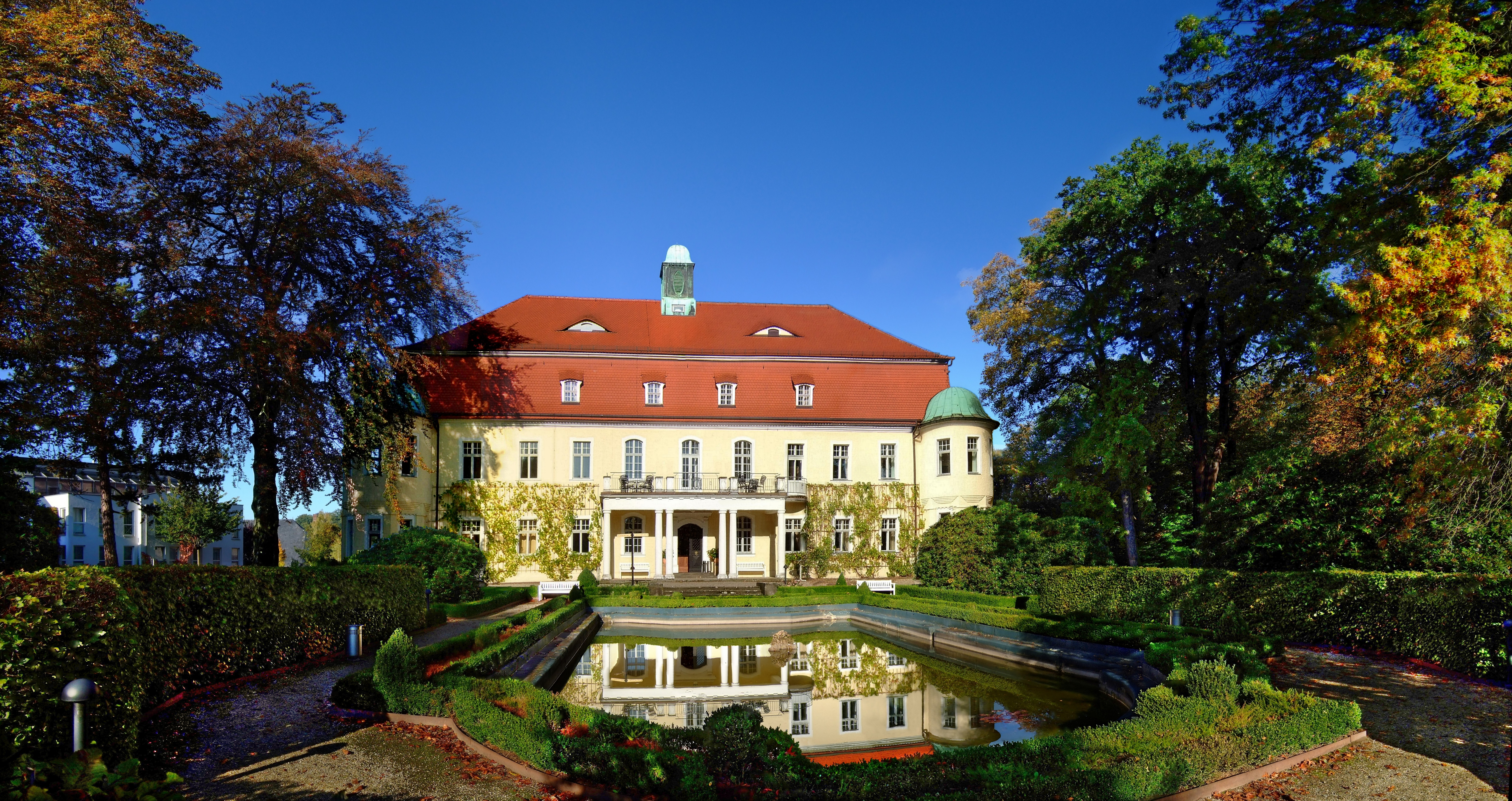
Kasteel Schweinsburg (als hotel in gebruik)

In het stadsdeel Blankenhain, niet te verwarren met Blankenhain in Thüringen, staat een witgepleisterd kasteel. Hier is sinds 2006 een 11 hectare groot landbouw- en openluchtmuseum gevestigd, het Deutsche Landwirtschaftsmuseum.

## Demografie

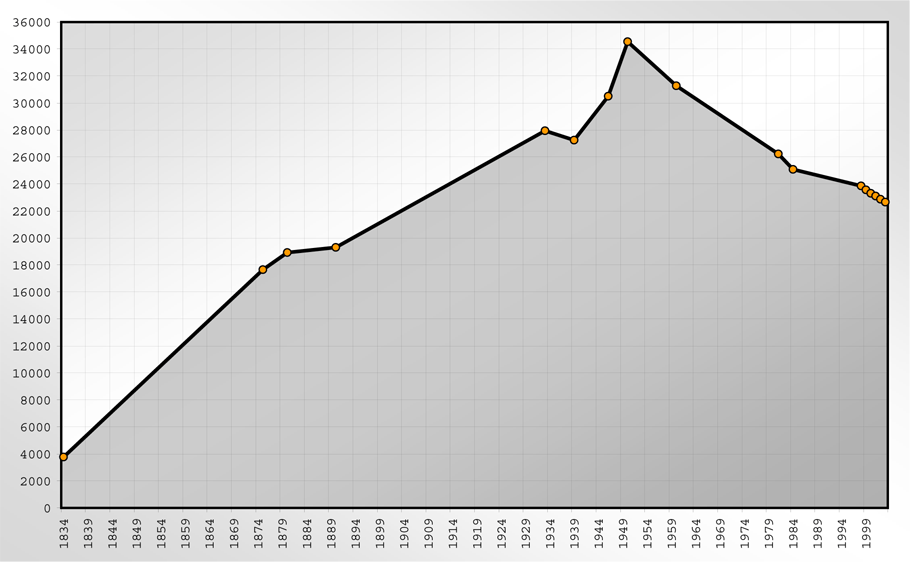
Bevolkingsontwikkeling